# جوني سايتو
جوني سايتو (باليابانية: 斎藤 純平) (27 ديسمبر 1992 في أكيتا في اليابان – )؛ هو لاعب كرة قدم ياباني سابق كان يلعب كلاعب وسط.

## وصلات خارجية
- جوني سايتو على موقع رابطة كرة القدم اليابانية للمحترفين (اليابانية)